# VFL 1986
Het Victorian Football League-seizoen 1986 was het negentigste seizoen van de hoogste Australian football competitie.